# Hypericum adpressum
Hypericum adpressum är en johannesörtsväxtart som beskrevs av Benjamin Smith Barton. Hypericum adpressum ingår i släktet johannesörter, och familjen johannesörtsväxter. Inga underarter finns listade i Catalogue of Life.